# Coppa CERS 1984-1985
La Coppa CERS 1984-1985 è stata la 5ª edizione dell'omonima competizione europea di hockey su pista riservata alle squadre di club. Il torneo ha avuto inizio il 13 aprile e si è concluso il 29 giugno 1985. 
Il titolo è stato conquistato dal Novara per la prima volta nella sua storia.

## Squadre partecipanti
| Nazione        | Club              | Città                    | Qualificazione                                |
| -------------- | ----------------- | ------------------------ | --------------------------------------------- |
| Francia        | ASTA Nantes       | Nantes                   | 4º in 1ere Division 1984                      |
| Francia        | Sporting Fontenay | Fontenay-sous-Bois       | 3º in 1ere Division 1984                      |
| Germania Ovest | Darmstadt         | Darmstadt                | 3º in 1 Bundesliga 1984                       |
| Germania Ovest | Mönchengladbach   | Mönchengladbach          | 4º in 1 Bundesliga 1984                       |
| Italia         | Amatori Lodi      | Lodi                     | 5º in Serie A1 1983-1984, semifinali play-off |
| Italia         | Novara            | Novara                   | 3º in Serie A1 1983-1984, semifinali play-off |
| Portogallo     | Benfica           | Lisbona                  | 4º in 1ª Divisão 1983-1984                    |
| Portogallo     | Juventude Viana   | Viana do Castelo         | 3º in 1ª Divisão 1983-1984                    |
| Portogallo     | Sanjoanense       | São João da Madeira      | 5º in 1ª Divisão 1983-1984                    |
| Spagna         | Cerdanyola        | Cerdanyola del Vallès    | 6º in División de Honor 1983-1984             |
| Spagna         | Voltregà          | Sant Hipòlit de Voltregà | 5º in División de Honor 1983-1984             |
| Svizzera       | Villeneuve        | Villeneuve               | 2º in Lega Nazionale A 1984                   |

## Risultati

### Primo turno
| Squadra 1         | Totale  | Squadra 2       | Andata | Ritorno |
| ----------------- | ------- | --------------- | ------ | ------- |
| Benfica           | 23 - 11 | Amatori Lodi    | 9 - 3  | 14 - 8  |
| Cerdanyola        | 22 - 8  | Villeneuve      | 15 - 4 | 7 - 4   |
| Sanjoanense       | 12 - 7  | Mönchengladbach | 7 - 3  | 5 - 4   |
| Sporting Fontenay | 5 - 16  | Juventude Viana | 1 - 7  | 4 - 9   |

### Quarti di finale
| Squadra 1   | Totale  | Squadra 2       | Andata | Ritorno |
| ----------- | ------- | --------------- | ------ | ------- |
| Benfica     | 14 - 15 | Voltregà        | 10 - 4 | 4 - 11  |
| ASTA Nantes | 5 - 27  | Juventude Viana | 2 - 10 | 3 - 17  |
| Novara      | 23 - 7  | Darmstadt       | 15 - 5 | 8 - 2   |
| Sanjoanense | 5 - 7   | Cerdanyola      | 2 - 3  | 3 - 4   |

### Semifinali
| Squadra 1  | Totale  | Squadra 2       | Andata | Ritorno |
| ---------- | ------- | --------------- | ------ | ------- |
| Cerdanyola | 11 - 7  | Juventude Viana | 10 - 3 | 1 - 4   |
| Voltregà   | 13 - 19 | Novara          | 7 - 10 | 6 - 9   |

### Finale
| Squadra 1  | Totale | Squadra 2 | Andata | Ritorno |
| ---------- | ------ | --------- | ------ | ------- |
| Cerdanyola | 8 - 11 | Novara    | 4 - 4  | 4 - 7   |